# Ratpenat tènue
El ratpenat tènue (Pipistrellus tenuis) és una espècie de ratpenat de la família dels vespertiliònids. Viu a l'Afganistan, Bangladesh, Cambodja, la Xina, l'illa Christmas, les illes Cocos, l'Índia, Indonèsia, Laos, Malàisia, Myanmar, el Nepal, el Pakistan, les Filipines, Sri Lanka, Tailàndia, el Timor Oriental i el Vietnam. Té una dieta insectívora. Té una gran varietat d'hàbitats naturals, que van des dels biomes àrids fins a les zones humides. Es creu que no hi ha cap amenaça per a la supervivència d'aquesta espècie.